# Игедь
Игедь — река в России, протекает по Республике Коми. Устье реки находится в 39 км от устья реки Мет по левому берегу. Длина реки составляет 10 км.
Имеет левый приток — Шебью.

## Данные водного реестра
По данным государственного водного реестра России относится к Двинско-Печорскому бассейновому округу, водохозяйственный участок реки — Вычегда от истока до города Сыктывкар, речной подбассейн реки — Вычегда. Речной бассейн реки — Северная Двина.
Код объекта в государственном водном реестре — 03020200112103000019027.